# Цефамицин

Основа цефамицинов

Цефамицины - это группа β-лактамных антибиотиков. Они очень похожи на цефалоспорины, а цефамицины иногда классифицируются как цефалоспорины. Как и цефалоспорины, цефамицины основаны на цефемах ядра. В отличие от большинства цефалоспоринов, цефамицины являются очень эффективным антибиотиком против анаэробных микробов. Первоначально цефамицины производились Streptomyces , но производились и синтетические. Цефамицины имеют метоксигруппу в положении 7-альфа. Кроме того, было показано, что цефамицины стабильны в отношении организмов, продуцирующих бета-лактамазы расширенного спектра (БЛРС), хотя их использование в клинической практике по этому показанию недостаточно.

## Примеры
Цефамицины включают «Цефокситин», «Цефотетан», «Цефметазол».